# (7916) Gigiproietti
(7916) Gigiproietti ist ein Asteroid des inneren Hauptgürtels der am 1. März 1981 von dem belgischen Astronomen Henri Debehogne und seinem italienischen  Kollegen Giovanni de Sanctis am La-Silla-Observatorium (IAU-Code 809) der Europäischen Südsternwarte in Chile entdeckt wurde.
Der Himmelskörper wurde am 14. Mai 2021 nach dem italienischen Film-, Fernseh- und Theaterschauspieler sowie Regisseur und Synchronsprecher Gigi Proietti (1940–2020) benannt, der 1965 in Ergötzliche Nächte debütierte und Synchronsprecher für viele Schauspieler wie Robert De Niro, Sean Connery, Sylvester Stallone, Richard Burton, Dustin Hoffman, Paul Newman, Charlton Heston und Marlon Brando war.